# Projektiver Kegelschnitt

Projektive Ebene mit Kegelschnitten und Ferngerade

Ein nicht ausgearteter (n.a.) projektiver Kegelschnitt ist eine Kurve in einer pappusschen projektiven Ebene, die bei geeigneter Wahl einer Ferngerade {\displaystyle g_{\infty }} affin als Hyperbel {\displaystyle y={\tfrac {1}{x}}} (s. Bild: c2) oder Parabel {\displaystyle y=x^{2}} (Bild: c1) beschrieben werden kann. Die Gleichung {\displaystyle x^{2}+y^{2}=1} beschreibt nicht immer einen n.a. Kegelschnitt.
- Ein n.a. Kegelschnitt lässt sich in homogenen Koordinaten (s. u.) durch eine Gleichung der Form {\displaystyle x_{1}x_{2}-x_{3}^{2}=0} beschreiben und ist deswegen auch eine projektive Quadrik.

Geometrisch kann man sich einen n.a. projektiven Kegelschnitt {\displaystyle k} kreisähnlich vorstellen mit den wesentlichen Eigenschaften: 1) eine Gerade trifft {\displaystyle k} in 0, 1 oder 2 Punkten, 2) in jedem Punkt {\displaystyle P} von {\displaystyle k} gibt es genau eine Tangente {\displaystyle t_{P}}, d. h. {\displaystyle |t_{P}\cap k|=1}. Diese beiden Eigenschaften bestimmen allerdings noch nicht einen n.a. Kegelschnitt. Zusätzlich zu den geometrischen Eigenschaften 1), 2) besitzt ein n.a. Kegelschnitt viele Symmetrien (s. u.).
Der Vorteil eines projektiven n.a. Kegelschnitts ist die Tatsache, dass alle n.a. projektiven Kegelschnitte zur Kurve mit der Gleichung  {\displaystyle x_{1}x_{2}=x_{3}^{2}} projektiv äquivalent sind. Affin sind  die affinen Kegelschnitte Ellipse, Parabel und Hyperbel nicht äquivalent: Eine Parabel lässt sich mit einer affinen Abbildung nicht in eine Ellipse oder Hyperbel überführen.

## Projektive Ebene über einem Körper K
Die projektive Erweiterung der affinen Ebene über einem Körper K liefert das anschauliche inhomogene Modell der projektiven Ebene über K. Dabei wird jeder Gerade {\displaystyle y=mx+d} bzw. {\displaystyle x=c} ein Punkt, der allen dazu parallelen Geraden auch angehört, hinzugefügt. Die neuen Punkte nennt man Fernpunkte und die Menge der neuen Punkte Ferngerade. In der projektiven Erweiterung gibt es die Parallelrelation zwischen Geraden nicht mehr. Die Geometrie ist „einfacher“ geworden: 1) Zu je zwei Punkten gibt es genau eine Verbindungsgerade. 2) Zwei Geraden schneiden sich in genau einem Punkt. Die zunächst inhomogene Beschreibung (d. h. die Ferngerade scheint eine Sonderrolle zu spielen) wird durch das homogene Modell beseitigt: Ein Punkt ist eine Ursprungsgerade, eine Gerade eine Ursprungsebene im {\displaystyle K^{3}}. Der Vorteil des homogenen Modells ist: Die wichtigsten Kollineationen werden durch lineare Abbildungen induziert.
Definition:
Es sei K ein Körper und
{\displaystyle P_{1}:=K^{2}\cup K\cup \{\infty \},\ \infty \notin K,} die Menge der Punkte

{\displaystyle G_{1}:=\ \{\{(x,y)\in K^{2}\ |\ {\color {red}y=mx+d}\}\cup \{(m)\}\ |\ m,d\in K\}}
{\displaystyle \cup \ \{\{(x,y)\in K^{2}\ |\ {\color {red}x=c}\}\cup \{(\infty )\}\ |\ c\in K\}\ }
{\displaystyle \cup \ \{\{(m)\ |\ m\in K\}\cup \{(\infty )\}\}} die Menge der Geraden,

Projektive Ebene: inhomogenes Modell

{\displaystyle {\color {red}g_{\infty }}:=\{(m)\ |\ m\in K\}\cup \{(\infty )\}} die Ferngerade, ihre Punkte sind die Fernpunkte.
{\displaystyle {\mathfrak {P}}_{1}(K):=(P_{1},G_{1},\in )} heißt inhomogenes Modell der projektiven Ebene über dem Körper K.

Definition:
Es sei {\displaystyle K} ein Körper, {\displaystyle V} der Vektorraum {\displaystyle K^{3}} und {\displaystyle {\vec {0}}:=(0,0,0)^{\top }},
{\displaystyle P_{2}:=\{{\text{1-dim. Unterräume von V}}\}=\{<{\vec {x}}>\ |\ {\vec {0}}\neq {\vec {x}}\in V\}},
wobei {\displaystyle <{\vec {x}}>} der von {\displaystyle {\vec {x}}} aufgespannte Unterraum ist.
{\displaystyle G_{2}:=\{{\text{2-dim. Unterräume von V}}\}}
{\displaystyle =\{\{<(x_{1},x_{2},x_{3})^{\top }>\ \in P_{2}\ |\ {\color {blue}ax_{1}+bx_{2}+cx_{3}=0}\}\ |\ {\vec {0}}\neq (a,b,c)^{\top }\in K^{3}\}}.
{\displaystyle {\mathfrak {P}}_{2}(K):=(P_{2},G_{2},\in )} heißt homogenes Modell
der projektiven Ebene über {\displaystyle K}.

Satz:
{\displaystyle {\mathfrak {P}}_{1}(K)} und {\displaystyle {\mathfrak {P}}_{2}(K)} sind isomorphe projektive Ebenen.
Die folgende Abbildung {\displaystyle \phi } bildet {\displaystyle {\mathfrak {P}}_{2}(K)} auf {\displaystyle {\mathfrak {P}}_{1}(K)} ab. Die projektive Gerade mit der Gleichung {\displaystyle {\color {blue}x_{3}=0}} wird dabei auf {\displaystyle {\color {red}g_{\infty }}} abgebildet:
{\displaystyle <(x_{1},x_{2},x_{3})^{\top }>\ \rightarrow ({\frac {x_{1}}{x_{3}}},{\frac {x_{2}}{x_{3}}})=(x,y)}, falls {\displaystyle x_{3}\neq 0\ ,}
{\displaystyle <(x_{1},x_{2},0)^{\top }>\ \rightarrow ({\frac {x_{2}}{x_{1}}})=(m)}, falls {\displaystyle x_{1}\neq 0,\ \ <(0,x_{2},0)^{\top }>\ \rightarrow (\infty )}, falls {\displaystyle x_{2}\neq 0}.
Die Umkehrabbildung ist:
{\displaystyle (x,y)\rightarrow \ <(x,y,1)^{\top }>,\ \ (m)\rightarrow \ <(1,m,0)^{\top }>,\ \ (\infty )\rightarrow \ <(0,1,0)^{\top }>\ .}
Definition:
1. Permutationen der Punktmenge {\displaystyle P_{i}}, die Geraden auf Geraden abbilden, heißen Kollineationen.
2. Kollineationen von {\displaystyle {\mathfrak {P}}_{2}(K)}, die von linearen Abbildungen induziert werden, heißen projektiv.

Bemerkung:
In den projektiven Ebenen {\displaystyle {\mathfrak {P}}_{1}(K)} und {\displaystyle {\mathfrak {P}}_{2}(K)} gilt der Satz von Pappos. Sie heißen deswegen pappussch.

## Definition eines nicht ausgearteten projektiven Kegelschnitts

Projektiver Kegelschnitt in homogenen Koordinaten incl. inhomogenen Bezeichnungen

Projektiver Kegelschnitt in inhomogenen Koordinaten: Hyperbel und Fernpunkte

Projektiver Kegelschnitt in homogenen Koordinaten incl. inhomogenen Bezeichnungen

Projektiver Kegelschnitt in inhomogenen Koordinaten: Parabel und Fernpunkt

Es werden zunächst die Kurven {\displaystyle k_{1},k_{2}} als Quadriken in {\displaystyle {\mathfrak {P}}_{2}(K)} (homogene Koordinaten) definiert. Die im vorigen Abschnitt erklärte Zuordnung {\displaystyle \phi } zwischen dem homogenen Modell {\displaystyle {\mathfrak {P}}_{2}(K)} und dem inhomogenen Modell {\displaystyle {\mathfrak {P}}_{1}(K)} liefert schließlich anschaulichere inhomogene Beschreibungen von {\displaystyle k_{1},k_{2}}.
Definition:
Es sei {\displaystyle K} ein Körper. In {\displaystyle {\mathfrak {P}}_{2}(K)} sei
{\displaystyle k_{1}:=\{<(x_{1},x_{2},x_{3})^{\top }>\ |\ {\color {blue}x_{1}x_{2}=x_{3}^{2}}\}}.
In {\displaystyle {\mathfrak {P}}_{1}(K)} ist {\displaystyle k_{1}}:
{\displaystyle \{(x,y)\ |\ {\color {red}y={\frac {1}{x}}},x\neq 0\}\cup \{(0),(\infty )\}}.
Jedes Bild von {\displaystyle k_{1}} unter einer Kollineation von {\displaystyle {\mathfrak {P}}_{i}(K)} heißt nicht ausgearteter projektiver Kegelschnitt. (Ausgeartete Kegelschnitte sind: die leere Menge, 1 Punkt, 1 Gerade oder 2 Geraden.)
Definition:
{\displaystyle k_{2}:=\{<(x_{1},x_{2},x_{3})^{\top }>\ |\ {\color {blue}x_{2}x_{3}=x_{1}^{2}}\}}.
In {\displaystyle {\mathfrak {P}}_{1}(K)} ist {\displaystyle k_{2}}: {\displaystyle \{(x,y)\ |\ {\color {red}y=x^{2}}\}\cup \{(\infty )\}}.
Bemerkung:
Die Gleichungen {\displaystyle x_{1}x_{2}=x_{3}^{2},\ x_{2}x_{3}=x_{1}^{2}} beschreiben im {\displaystyle K^{3}} Kegel mit Spitzen im Nullpunkt (s. Bilder). {\displaystyle k_{1}} enthält die {\displaystyle x_{1}}- und {\displaystyle x_{2}}-Achsen, {\displaystyle k_{2}} enthält die {\displaystyle x_{2}}- und {\displaystyle x_{3}}-Achsen.
Lemma:
Die n. a. Kegelschnitte in {\displaystyle {\mathfrak {P}}_{i}(K)} sind projektiv äquivalent zu {\displaystyle k_{1}} (oder {\displaystyle k_{2}}). (D. h., sie sind durch eine projektive Kollineation ineinander überführbar.)
Bemerkung:
Die lineare Abbildung {\displaystyle (x_{1},x_{2},x_{3})^{\top }\rightarrow (x_{2},x_{3},x_{1})^{\top }} induziert eine projektive Kollineation, die {\displaystyle k_{1}}  auf {\displaystyle k_{2}} abbildet. Im inhomogenen Modell wird diese Kollineation durch {\displaystyle (x,y)\rightarrow \left({\frac {1}{y}},{\frac {x}{y}}\right)} beschrieben.
Bemerkung:
1. Der „Einheitskreis“  {\displaystyle \color {red}x^{2}+y^{2}=1} ist im Fall {\displaystyle CharK=2} (d. h. 1+1=0) kein n. a. Kegelschnitt, da in diesem Fall die Gleichung {\displaystyle x^{2}+y^{2}=(x+y)^{2}=1} eine Gerade beschreibt.
2. Im Fall {\displaystyle CharK\neq 2} lässt sich die Gleichung {\displaystyle x_{1}^{2}+x_{2}^{2}=x_{3}^{2}} durch eine geeignete Koordinatentransformation in die Gleichung {\displaystyle x_{1}x_{2}=x_{3}^{2}} überführen, d. h. der Einheitskreis ist nur im Fall {\displaystyle CharK\neq 2} ein n. a. Kegelschnitt.
3. Im Fall {\displaystyle K=\mathbb {C} } schneidet der Einheitskreis die Ferngerade in zwei Punkten und ist im affinen Teil mit einer Hyperbel zu vergleichen.

## Eigenschaften eines n.a. projektiven Kegelschnitts
Satz:
1. Ein n.a. Kegelschnitt {\displaystyle k}
  - wird von einer Gerade {\displaystyle g} in höchstens 2 Punkten geschnitten. Im Fall {\displaystyle |g\cap k|=0} heißt {\displaystyle g} Passante, im Fall {\displaystyle |g\cap k|=1} Tangente und im Fall {\displaystyle |g\cap k|=2} Sekante.
  - hat in jedem Punkt genau eine Tangente.[4]
2. Ein n.a. Kegelschnitt {\displaystyle k} ist symmetrisch zu jedem Punkt {\displaystyle P\notin k}, durch den eine Sekante geht, d. h. es gibt eine involutorische Zentralkollineation {\displaystyle \sigma _{P}} mit Zentrum {\displaystyle P}, die {\displaystyle k} invariant lässt.[5]
3. Falls {\displaystyle |K|=n<\infty } ist, besitzt ein n.a. Kegelschnitt {\displaystyle n+1} Punkte.
4. Es gelten die Pascalschen Sätze.[6]

Beispiele von Symmetrien  im Fall {\displaystyle CharK\neq 2}:
1. {\displaystyle (x,y)\leftrightarrow (-x+b,y-2bx+b^{2}),\quad (m)\leftrightarrow (2b-m),\quad (\infty )\leftrightarrow (\infty )} ist für jedes {\displaystyle b\in K} eine Schrägspiegelung an der Gerade {\displaystyle x={\tfrac {b}{2}}}, die {\displaystyle k_{2}} als Ganzes festlässt. {\displaystyle ({\tfrac {b}{2}},{\tfrac {b^{2}}{4}}),(\infty )} sind Fixpunkte auf {\displaystyle k_{2}}. Im Fall {\displaystyle b=0} ist die Schrägspiegelung die normale Spiegelung an der y-Achse.
2. Die Involution {\displaystyle (x,y)\leftrightarrow (\textstyle {\frac {x}{y}},{\tfrac {1}{y}}),y\neq 0,\quad (x,0),\ x\neq 0\leftrightarrow ({\tfrac {1}{x}}),\quad (0,0)\leftrightarrow (\infty )} ist die „Spiegelung“ (involutorische Zentralkollineation) mit der Achse {\displaystyle y=1} und Zentrum {\displaystyle (0,-1)}. Sie lässt {\displaystyle k_{2}} als Ganzes fest. {\displaystyle (1,1),(-1,1)} sind Fixpunkte auf {\displaystyle k_{2}}.

Beispiele von Symmetrien  im Fall {\displaystyle CharK=2}:
1. {\displaystyle (x,y)\leftrightarrow (x+b,y+b^{2}),\quad (m)\leftrightarrow (m),\quad (\infty )\leftrightarrow (\infty )} ist für jedes {\displaystyle b\in K} eine involutorische Zentralkollineation mit Zentrum {\displaystyle (b)} auf der Achse {\displaystyle g_{\infty }}, die {\displaystyle k_{2}} als Ganzes festlässt. {\displaystyle (\infty )} ist der einzige Fixpunkt auf {\displaystyle k_{2}}. (Auf {\displaystyle K^{2}} wirkt diese Abbildung als Translation in Richtung {\displaystyle (b)}.)
2. Die Involution {\displaystyle (x,y)\leftrightarrow (\textstyle {\frac {x}{y}},{\tfrac {1}{y}}),y\neq 0,\quad (x,0),\ x\neq 0\leftrightarrow ({\tfrac {1}{x}}),\quad (0,0)\leftrightarrow (\infty )} ist die involutorische Zentralkollineation mit Zentrum {\displaystyle (0,1)} auf der Achse {\displaystyle y=1}. Sie lässt {\displaystyle k_{2}} als Ganzes fest. {\displaystyle (1,1)} ist der einzige Fixpunkt auf {\displaystyle k_{2}}.

Bemerkung:
1. Die Tangente im Punkt {\displaystyle <(a,b,c)>} des Kegelschnitts {\displaystyle k_{1}:x_{1}x_{2}=x_{3}^{2}} hat die Gleichung {\displaystyle ax_{2}+bx_{1}-2cx_{3}=0}. Im Fall {\displaystyle CharK=2} vereinfacht sich die Gleichung zu {\displaystyle ax_{2}+bx_{1}=0}, d. h. alle Tangenten gehen durch den Punkt {\displaystyle N:<(0,0,1)>}. {\displaystyle N} heißt der Knoten von {\displaystyle k_{1}}.
2. Im inhomogenen Modell hat {\displaystyle k_{1}:y={\tfrac {1}{x}}} im Punkt {\displaystyle (x_{0},y_{0})} die Tangente {\displaystyle y=-{\tfrac {1}{x_{0}^{2}}}x+{\tfrac {2}{x_{0}}}}. Die Tangenten in den Fernpunkten {\displaystyle (0),(\infty )} sind die Koordinatenachsen. Im Fall {\displaystyle CharK=2} vereinfacht sich die Gleichung zu {\displaystyle y={\tfrac {1}{x_{0}^{2}}}x}, d. h. alle Tangenten gehen durch den Punkt {\displaystyle (0,0)}.
3. Im inhomogenen Modell hat {\displaystyle k_{2}:y=x^{2}} im Punkt {\displaystyle (x_{0},y_{0})} die Tangente {\displaystyle y=2x_{0}x-x_{0}^{2}}. Die Tangente im Fernpunkt{\displaystyle (\infty )} ist die Ferngerade. Im Fall {\displaystyle CharK=2} vereinfacht sich die Gleichung zu {\displaystyle y=x_{0}^{2}}, d. h. alle Tangenten gehen durch den Punkt {\displaystyle (0)} (Fernpunkt der x-Achse).

Bemerkung:
Eine Punktmenge {\displaystyle {\mathfrak {o}}} mit den Eigenschaften
- {\displaystyle {\mathfrak {o}}} wird von einer Garade in höchstens 2 Punkten geschnitten.
- {\displaystyle {\mathfrak {o}}} hat in jedem Punkt genau eine Tangente (Gerade die mit {\displaystyle {\mathfrak {o}}} nur einen Punkt gemeinsam hat).

heißt Oval.
Jeder n.a. Kegelschnitt ist ein Oval, aber  nicht umgekehrt. Es gibt im reellen Fall viele Ovale, die keine Kegelschnitte sind: z. B. die Kurve {\displaystyle x^{4}+y^{4}=1} oder beim Kegelschnitt {\displaystyle k_{2}} ersetzt man die Parabel durch die Kurve {\displaystyle y=x^{4}} oder man setzt zwei Ellipsenhälften von verschiedenen Ellipsen glatt zusammen. Erst viele Symmetrien machen aus einem Oval einen Kegelschnitt.

## Steiner-Erzeugung der Kegelschnittek1,k2

Steiner-Erzeugung des Kegelschnitts: Vorgaben

Steiner-Erzeugung des Kegelschnitts

Steiner-Erzeugung des Kegelschnitts

Ein n.a. projektiver Kegelschnitt kann auch nach Steiner folgendermaßen erzeugt werden (s. Satz von Steiner):
- Hat man für zwei Geradenbüschel in zwei Punkten {\displaystyle U,V} (alle Geraden durch den Punkt {\displaystyle U} bzw.  {\displaystyle V}) eine projektive, aber nicht perspektive Abbildung {\displaystyle \pi } des einen Büschels auf das andere, so bilden die Schnittpunkte zugeordneter Geraden einen nicht ausgearteten projektiven Kegelschnitt.

Erzeugung von {\displaystyle k_{2}}:
Um den projektiven Kegelschnitt {\displaystyle k_{2}} (Parabel) zu erzeugen, geben wir im inhomogenen Modell {\displaystyle {\mathfrak {P}}_{1}(K)} der projektiven Ebene die 3 Punkte {\displaystyle (0,0),(x_{0},x_{0}^{2}),(\infty )}, die x-Achse als Tangente im Punkt {\displaystyle (0,0)} und die Ferngerade {\displaystyle g_{\infty }} als Tangente im Punkt {\displaystyle (\infty )} vor (s. Bild). Als Geradenbüschel verwenden wir die Büschel in {\displaystyle (0,0)} und {\displaystyle (\infty )}. Mit Hilfe der beiden Geraden {\displaystyle a:y=x_{0}^{2}} und {\displaystyle b:x=x_{0}} als Achsen für Perspektivitäten {\displaystyle \pi _{a},\ \pi _{b}}  (s. Satz von Steiner) bilden wir zunächst das Geradenbüschel in {\displaystyle (0,0)} mit {\displaystyle \pi _{b}} auf das Büschel im Fernpunkt {\displaystyle (-x_{0})} (Parallelen zur Gerade {\displaystyle AB}) und anschließend mit {\displaystyle \pi _{a}} auf das Büschel in {\displaystyle (\infty )} (Parallelen zur y-Achse) ab. Dabei wird die Gerade {\displaystyle g:y=mx,m\in K,\ } zunächst mit der Gerade {\displaystyle b:x=x_{0}} geschnitten. Der Schnittpunkt ist {\displaystyle (x_{0},mx_{0})}. Die Parallele zu {\displaystyle AB} durch diesen Punkt ist {\displaystyle y=-x_{0}(x-x_{0})+mx_{0}=-x_{0}x+x_{0}^{2}+mx_{0}}. Der Schnittpunkt mit {\displaystyle a:y=x_{0}^{2}} ist {\displaystyle (m,x_{0}^{2})}. Hieraus ergibt sich {\displaystyle G=\pi _{a}\pi _{b}(g)\cap g=(m,m^{2})}. Durchläuft {\displaystyle m} alle Zahlen {\displaystyle K} so erhält man alle Punkte der Parabel {\displaystyle y=x^{2}}.
Bemerkung: Die x-Achse wird bei der projektiven Abbildung {\displaystyle \pi _{a}\pi _{b}} auf die y-Achse und die y-Achse auf die Ferngerade abgebildet.
Bemerkung: Die Steiner-Erzeugung von {\displaystyle k_{2}} liefert eine einfache Methode, viele Punkte einer Parabel zu erzeugen. Siehe: Parabel.
Erzeugung von {\displaystyle k_{1}}:
Um den projektiven Kegelschnitt {\displaystyle k_{1}} (Hyperbel) zu erzeugen, geben wir im inhomogenen Modell {\displaystyle {\mathfrak {P}}_{1}(K)} der projektiven Ebene die 3 Punkte {\displaystyle (0),(\infty ),(x_{0},{\tfrac {1}{x_{0}}})}, die x-Achse als Tangente im Punkt {\displaystyle (0)} und die y-Achse als Tangente im Punkt {\displaystyle (\infty )} vor. Als Geradenbüschel verwenden wir die Büschel in {\displaystyle (0)} und {\displaystyle (\infty )}. {\displaystyle \pi _{b}} bildet zunächst das Büschel in  {\displaystyle (\infty )} auf das Hilfsbüschel im Punkt {\displaystyle (0,0)} ab. Aufgrund der Symmetrie ist dieser Fall rechnerisch leichter zu erfassen. Man rechnet leicht nach, dass die Gerade {\displaystyle g:x=c,c\neq 0} durch die projektive Abbildung {\displaystyle \pi _{a}\pi _{b}} auf die Gerade {\displaystyle y={\tfrac {1}{c}}} abgebildet wird (s. Bild).
Bemerkung:
1. Die y-Achse wird bei der projektiven Abbildung {\displaystyle \pi _{a}\pi _{b}} auf {\displaystyle g_{\infty }} und {\displaystyle g_{\infty }} auf die x-Achse abgebildet.
2. Die Abbildung zeigt auch den Zusammenhang der Steiner-Erzeugung mit einer affinen Version der 4-Punkte Ausartung des Satzes von Pascal.

Bemerkung:
Eine Erzeugung der Hyperbel {\displaystyle x^{2}-y^{2}=1} findet man hier.

## Polarität und v. Staudt-Kegelschnitt

n.a. Kegelschnitt: Polarität

Ein n.a. projektiver Kegelschnitt kann im Fall {\displaystyle Char\neq 2} auch nach Karl von Staudt als die Menge der selbstpolaren Punkte einer hyperbolischen projektiven Polarität aufgefasst werden.
Für einen Vektorraum {\displaystyle V(K)} über einem Körper {\displaystyle K} sei {\displaystyle \rho } eine Abbildung von {\displaystyle V(K)} in {\displaystyle K} mit den folgenden Eigenschaften
(Q1) {\displaystyle \rho (x{\vec {x}})=x^{2}\rho ({\vec {x}})}  für jedes {\displaystyle x\in K}  und  {\displaystyle {\vec {x}}\in V(K)}.
(Q2) {\displaystyle f({\vec {x}},{\vec {y}}):=\rho ({\vec {x}}+{\vec {y}})-\rho ({\vec {x}})-\rho ({\vec {y}})} ist eine Bilinearform.
{\displaystyle \rho } heißt quadratische Form. (Die Bilinearform {\displaystyle f} ist sogar symmetrisch, d. h. {\displaystyle f({\vec {x}},{\vec {y}})=f({\vec {y}},{\vec {x}})}. )
Im Fall {\displaystyle charK\neq 2} gilt {\displaystyle f({\vec {x}},{\vec {x}})=2\rho ({\vec {x}})}, d. h. {\displaystyle f} und {\displaystyle \rho }
bestimmen sich gegenseitig in eindeutiger Weise.

Im Fall {\displaystyle charK=2} ist {\displaystyle f({\vec {x}},{\vec {x}})=0}.

Im Folgenden sei {\displaystyle V(K)=K^{3},\ \rho ({\vec {x}})=x_{1}x_{2}-x_{3}^{2},}. Dann ist {\displaystyle \ f({\vec {x}},{\vec {y}})=x_{1}y_{2}+x_{2}y_{1}-2x_{3}y_{3}}.
Für einen Punkt {\displaystyle P=<{\vec {p}}>} ist
{\displaystyle P^{\perp }:=\{<{\vec {x}}>\in {\mathcal {P}}\ |\ f({\vec {p}},{\vec {x}})=0\}} eine Gerade und heißt die Polare von {\displaystyle P}. {\displaystyle P} heißt der Pol von {\displaystyle P^{\perp }}
Die Zuordnung {\displaystyle P\leftrightarrow P^{\perp }} ist eine projektive hyperbolische Polarität. Hyperbolisch bedeutet, dass es Punkte gibt, die auf ihren Polaren liegen. Solche Punkte heißen selbstpolar. (Falls eine Polarität keine selbstpolaren Punkte besitzt, heißt die Polarität elliptisch.)
Eigenschaften der Polarität:
1. Die Polare eines Kegelschnittpunktes ist die Tangente in diesem Punkt.
2. {\displaystyle A\in P^{\perp }\rightarrow P\in A^{\perp }} (s. Bild),
3. {\displaystyle P^{\perp \perp }=P}.

Startet man nun umgekehrt mit einer projektiven hyperbolischen Polarität {\displaystyle \pi } in der projektiven Ebene {\displaystyle {\mathfrak {P}}_{2}(K)}, so wird diese durch eine reguläre symmetrische Bilinearform {\displaystyle f} auf {\displaystyle K^{3}} beschrieben. Im Fall {\displaystyle CharK\neq 2} ist dann {\displaystyle \rho ({\vec {x}})=f({\vec {x}},{\vec {x}})} eine quadratische Form, die einen nicht ausgearteten Kegelschnitt {\displaystyle k} beschreibt. Ein so definierter Kegelschnitt heißt v. Staudt-Kegelschnitt.

Projektiver Kegelschnitt: Symmetrie

Bemerkung:
Die lineare Abbildung {\displaystyle {\vec {x}}\rightarrow {\vec {x}}-2{\frac {f({\vec {p}},{\vec {x}})}{f({\vec {p}},{\vec {p}})}}{\vec {p}}} induziert die involutorische Zentralkollineation {\displaystyle \sigma _{P}} mit Achse  {\displaystyle P^{\perp }} und Zentrum {\displaystyle P=<{\vec {p}}>}, die {\displaystyle k} invariant lässt (s. Abschnitt „Eigenschaften eines n.a. Kegelschnitts“).
Bemerkung:
Polaritäten gibt es auch für die affinen Kegelschnitte Ellipse, Parabel und Hyperbel.